# Obermaßfeld
Obermaßfeld ist ein Teil der Gemeinde Obermaßfeld-Grimmenthal im Landkreis Schmalkalden-Meiningen in Thüringen.

## Lage
Der Ortsteil Obermaßfeld liegt im Werratal und ist westlicher Nachbar vom Partnerdorf Grimmenthal und liegt südlich von Meiningen. Die Bundesautobahn 71 und die Bundesstraße 89 erschließen diese Gegend verkehrsmäßig.

## Geschichte
Um 1146 wird von Dobenecker die urkundliche Ersterwähnung für Obermaßfeld angegeben. Der Ort geht aber von 837 aus. Der Ort gehörte zum Amt Maßfeld der Grafschaft Henneberg-Schleusingen. 1680 kam er zum Herzogtum Sachsen-Meiningen.
Obermaßfeld war 1602–1658 von Hexenverfolgungen betroffen: Fünf Frauen gerieten in Hexenprozesse, vier wurden hingerichtet. Das erste Opfer war Margaretha Stahl (auch: Stahlmart, Martha Herbert, genannt „Thal Martha“).
1145 Personen wohnten 2008 in Obermaßfeld und 100 in Grimmenthal.

## Persönlichkeiten
- Gustav Julius Berlet (1834–1901), Politiker
- Dieter Hebig (* 1957), Archivar und Historiker, lebte in Obermaßfeld
- Karl Korsch (1886–1961), Politiker und Professor, lebte in Obermaßfeld
- Max Landgraf (1933–2017), Fußballspieler